# Тагсет, Эдвард
Эдвард Сандвик Тагсет (норв. Edvard Sandvik Tagseth; 23 января 2001 Норвегия) — норвежский футболист, полузащитник клуба «Русенборг».

## Клубная карьера
Тагсет — воспитанник клуба «Несет». В возрасте 14 лет он перешёл в английский «Ливерпуль», начав выступления за юношеские команды клуба. Летом 2019 года Тагсет в качестве свободного агента вернулся на родину, подписав контракт с «Русенборгом». 3 октября в поединке Лиги Европы против нидерландского ПСВ Эдвард дебютировал за основной состав. 6 октября в матче против «Хёгесунна» он дебютировал в Типпелиге.

## Международная карьера
В 2017 году в составе юношеской сборной Норвегии Тагсет принял участие в юношеском чемпионате Европы в Хорватии. На турнире он сыграл в матчах против команд Англии, Украины и  Нидерландов.
В 2019 году в составе юношеской сборной Норвегии Тагсет принял участие в юношеском чемпионате Европы в Армении. На турнире он сыграл в матчах против Ирландии, Чехии и Франции.